# Giraffada
Giraffada (Alternativschreibweise Girafada) ist ein deutsch-italienisch-französisch-palästinensischer Spielfilm aus dem Jahr 2013. Er spielt während der zweiten Intifada in Qalqiliya im Westjordanland im Jahr 2002. Die Weltpremiere war im September 2013 auf dem Toronto International Film Festival, der deutsche Kinostart am 28. Mai 2015. Der Titel Giraffada setzt sich aus den Wörtern Giraffe und Intifada zusammen.

## Handlung
Yacine lebt mit seinem zehnjährigen Sohn Ziad in der palästinensischen Ortschaft Qalqiliya in der Nähe der Mauer, die die Stadt von Israel trennt. Er ist Tierarzt im einzigen Zoo Palästinas, dem es an Geld und Medikamenten mangelt. Ziads größte Leidenschaft ist das Giraffenpaar Rita und Brownie, das er täglich pflegt und füttert. Während einer Demonstration gegen die israelischen Sicherheitskräfte wird die französische Fotoreporterin Laura an den Augen verletzt. Yacine bringt sie in Sicherheit und behandelt ihre Verletzung. Beide finden Gefallen aneinander. Nach einer Geburtstagsfeier für den Zoodirektor Marwan wird Qalqiliya von der israelischen Luftwaffe angegriffen, wobei der Giraffenbulle Brownie ums Leben kommt. Das Giraffenweibchen Rita verweigert daraufhin die Nahrung und gerät dabei in Lebensgefahr. Ziad verfällt in große Trauer. Nach einem Streit mit seinem Vater rennt er davon. Yacine versucht seinen Sohn wiederzufinden und missachtet dabei die Ausgangssperre, woraufhin er von israelischen Soldaten festgehalten und schikaniert wird. Schließlich findet er Ziad beim Straßenhändler Hassan. Als Yacine feststellt, dass Rita trächtig ist, schmiedet er einen Plan. Er will einen Giraffenbullen aus Israel stehlen. Dazu wendet er sich an seinen Freund Yoav, der Tierarzt im Ramat Gan Safari Park bei Tel Aviv ist. Dieser wiegelt zunächst ab, ist dann aber doch bereit, Yacine zu helfen. Versteckt im Auto der Reporterin Laura passieren Yacine und Ziad den Checkpoint nach Israel. Im Safaripark angekommen, fällt die Wahl auf den Giraffenbullen Romeo, der mit Hilfe eines von Yoav bereitgestellten Anhängers zunächst aus dem Zoo und dann außer Landes gebracht werden soll. Yacine, Laura und Ziad fahren Landstraßen, um sich den Kontrollen zu entziehen. Nach zwei Tagen geht ihnen in den Bergen das Benzin aus. Während Yacine und Laura ins Tal gehen, um Benzin zu holen, bleibt Ziad alleine im Auto zurück. Kurze Zeit später kommt ein israelischer Siedler, der ihn bedroht. Yacine und Laura kommen gerade noch rechtzeitig zurück, um den Siedler zu vertreiben. Sie fahren weiter zu einem Checkpoint, von dem Laura vermutet hatte, dass er offen ist. Zu ihrer Enttäuschung müssen sie feststellen, dass dies nicht der Fall ist. Daraufhin beschließen sie, den restlichen Weg nach Qalqiliya gemeinsam mit der Giraffe zu Fuß zu gehen. Am Ende ihres Ziels gelingt zwar die Zusammenführung von Rita und Romeo, Yacine wird jedoch von den israelischen Soldaten festgenommen, während sein Sohn alleine zurückbleibt.

## Hintergrund
Giraffada basiert auf einem Zeitungsartikel aus dem Jahr 2003, wonach in einem palästinensischen Zoo tatsächlich eine Giraffe bei einem israelischen Luftangriff ums Leben gekommen ist. Dieses Tier wurde ausgestopft und 2007 vom Künstler Peter Friedl auf der documenta 12 in Kassel ausgestellt. Der Film markiert das Regiedebüt von Rani Massalha. Die Dreharbeiten fanden aus Organisationsgründen in Nablus statt.

## Auszeichnungen
Beim Buster Filmfestival in Kopenhagen erhielt Xavier Nemo 2014 den Preis für das beste Drehbuch. Beim Lucas Filmfestival in Frankfurt am Main wurde Ahmed Bayatra im selben Jahr mit dem Darstellerpreis ausgezeichnet.

## Kritiken
Giraffada erhielt gemischte Kritiken. So schreiben die Nürnberger Nachrichten eher negativ: 

„Deutlich überfordert, verschenkt Regisseur Massalha, der sich anfangs nur um die Produktion kümmern wollte, ein ums andere Mal tolle Gelegenheiten, seiner Story dramatische Dynamik zu verleihen.“

 Die Zeitschrift epd Film findet dagegen lobende Worte: 

„Giraffada ist ein Film, in dem der Alltag an sich schon so dramatisch ist, dass er keine erfundene Story braucht, um ihn sehenswert zu machen.“